# Хаггис
Ха́ггис (англ. haggis) — национальное шотландское блюдо из бараньих потрохов (сердца, печени и лёгких), порубленных с луком, толокном, салом, приправами и солью и сваренных в бараньем сычуге. В русской кухне есть блюдо, схожее по ингредиентам и способу приготовления — няня. Внешне хаггис похож на фаршированные животные кишки или домашнюю колбасу. Блюдо подают с гарниром «нипс и таттис» (пюре из брюквы и картофеля). Также существуют вегетарианские рецепты хаггиса.
В англоязычных странах Хаггис традиционно готовят на ужин 25 января, во время празднования дня рождения знаменитого национального шотландского поэта Роберта Бёрнса.
В Шотландии распространена шутка, что это блюдо готовится из особых животных — диких хаггисов.

## Ода хаггису
Во времена Бёрнса это блюдо считалось едой бедняков, так как его готовили из предназначенных на выброс овечьих потрохов. Бёрнс посвятил хаггису оду:

В тебе я славлю командира

Всех пудингов горячих мира, —

Могучий Хаггис, полный жира

И требухи.

Строчу, пока мне служит лира,

Тебе стихи.

<…>

Молю я Промысел небесный:

И в будний день, и в день воскресный

Нам не давай похлёбки пресной,

Яви нам благость

И ниспошли родной, чудесный,

Горячий Хаггис!
— Перевод С. Маршака